# Onthophagus maringouensis
Onthophagus maringouensis là một loài bọ cánh cứng trong họ Bọ hung (Scarabaeidae).